# Pseudoligostigma enareralis
Pseudoligostigma enareralis là một loài bướm đêm trong họ Crambidae.